# Katalán Wikipédia
A Katalán Wikipédia (katalánul: Viquipèdia) a többnyelvű Wikipédia projekt katalán nyelvű változata, amelyet a Wikimédia Alapítvány üzemeltet. 2008. június 5-én 120 000 szócikket tartalmazott.
Az internetes enciklopédia katalán nyelvű részét 2001. március 16-án hozták létre, néhány perccel az első, nem angol nyelvű Wikipédia, a Német Wikipédia után, és két hónapig ez volt az egyetlen nem angol nyelvű változat, amely szócikkeket is tartalmazott. Az akkori domain catalan.wikipedia.com volt, a weboldal indulását maga Jimbo Wales is támogatta. A domainnév előbb ca.wikipedia.comra, majd ca.wikipedia.orgra változott.
2005-ben vita alakult ki a szerkesztők között, hogy az irányelvekben a katalán, vagy a valenciai kifejezést használják; konszenzus hiányában a kezdőlapon a semleges aquesta versió található, ami annyit tesz: ez a változat.

## Mérföldkövek
- 2004. november 16-án elérték a 10 000-dik szócikket[4]
- 2005. november 19-én a szócikkek száma 20 000-re nőtt[5]
- 2007. január 4-én 50 000 szócikk volt található a Katalán Wikipédiában[6]
- 2008. január 18-ára 100 000 szócikk készült el[7]
- Jelenlegi szócikkek száma: 645 367 (2020. május 1.)